# Plantedrik
Plantedrik er et generelt begreb som bruges om alle former for ikke-mejeriprodukt substitutter for animalske produkter. Den mest populære variant er sojadrik. To af de mest almindelige grunde til at drikke plantebaseret drik er laktoseintolerance og ønske om at leve af vegansk kost.
I 2017 fastslog EU-domstolen, at rene plantebaserede produkter ikke må markedsføres som mælk, ost og yoghurt, fordi mejeriprodukterne skal have animalsk oprindelse. Dermed var det slut med betegnelser som sojamælk, rismælk og mandelmælk - der i dag hedder eksempelvis mandeldrik i butikkerne.
De forskellige drikke kan fremstilles på grundlag af korn, bælgfrugter, nødder eller frø.

## Korndrik
- Byg
- Havre
- Ris
  - Amazake
  - Horchata
  - Kokkoh
  - Sikhye

## Bælgfrugter
- Lupin
- Peanut
- Soja
- Ærter

## Nøddedrik
- Mandel
- Cashew
- Kokos
- Hasselnød

## Frødrik
- Quinoa
- Hamp
- Sesamfrø
- Solsikke